# Мессер
Мессе́р, также месси́р (итал. messère, фр. messer «господин») — обращение к именитому гражданину в средневековой Италии и Франции. Указанное обращение могло добавляться к фамилии или должности человека.
В итальянских средневековых городах мессером именовали рыцарей, судей, докторов медицины и юриспруденции, церковных иерархов. К представителям среднего класса (в том числе, к нотариям) обращались сер (итал. ser), а к мастеру цеха, художнику или музыканту — маэстро (итал. maestro).
Со временем[когда?] обращение мессер было вытеснено социально нейтральным месье (фр. monsieur) во Франции и синьор (итал. signore) в Италии.

## В литературе
В романе «Мастер и Маргарита» М. А. Булгакова свита Воланда обращается к нему преимущественно «мессир».
В цикле книг В. Панова «Герметикон» к главному герою все обязаны обращаться «мессер Помпилио».